# Siegmund Nimsgern
Siegmund Nimsgern (Sankt Wendel, 14 gennaio 1940) è un basso-baritono tedesco.

## Biografia
Nel 1960 studia al conservatorio di Saarbrücken con Sibylle Fuchs, dove debutta nel 1967 come Lionello in La Pulzella d'Orléans di Pëtr Il'ič Čajkovskij e dove canta nell'Edipo di George Enescu (1971).
Nel 1970 debutta al Festival di Salisburgo nel Magnificat (Bach) diretto da Karl Richter.
Nel 1972, canta alla Deutsche Oper am Rhein e l'anno seguente debutta al Covent Garden come Amfortas nel Parsifal. È  Telramund nel Lohengrin al Festival di Salisburgo 1976 e fa il suo debutto al Metropolitan nel 1978 come Don Pizarro nel Fidelio, tornandovi tre anni dopo nei panni di Giovanni Battista nella Salomè.
Nel suo repertorio troviam ancora Don Giovanni, Guglielmo Tell, Macbeth, Simon Boccanegra, Amonasro in Aida,  Iago in Otello, Escamillo in Carmen e Scarpia in Tosca.
Sono particolarmente apprezzate le sue interpretazioni di Don Pizarro (che si può apprezzare in una registrazione diretta da Kurt Masur). Eccellente interprete di Richard Strauss e Richard Wagner.
Nimsgern, che unisce una voce di grande bravura tecnica e proiezione, una lettura del testo musicale precisa e scrupolosa, e sottigliezza nel portare la frase musicale, è anche un interprete degno di nota sia nella musica del '900 (Bartok, Prokofiev) che nel repertorio concertistico, specialmente nelle cantate, nel Oratorio di Natale e nella Passione secondo Matteo.
Vive a Sankt Ingbert.

## Discografia
- Bach: Weihnachtsoratorium - Chorus Viennensis/Concentus Musicus Wien/Hans Gillesberger/Nikolaus Harnoncourt/Vienna Boys Choir, 1974 Teldec
- Beethoven: Fidelio - Kurt Masur/Gewandhausorchester Leipzig/Siegfried Jerusalem, 1981 BMG
- Mozart: Marriage of Figaro - Monika Schmidt/Ingrid Kertesi/Claes H. Ahnsjö/Sir Colin Davis (direttore d'orchestra)/Heinz Zednik/Bavarian Radio Symphony Orchestra/Cornelia Kallisch/Ferruccio Furlanetto/Marilyn Schmiege/Atsuko Suzuki/Helen Donath/Chor des Bayerischen Rundfunks/Siegmund Nimsgern/David Syrus/Michael Gläser/Julia Varady/Gerhard Auer/Alan Titus, 1991 BMG RCA
- Mozart: Requiem - Pinchas Zukerman/Arleen Auger/Bach-Collegium Stuttgart/Carolyn Watkinson/Gächinger Kantorei Stuttgart/Helmuth Rilling/Judith Blegen/Mostly Mozart Orchestra/Siegfried Jerusalem/Siegmund Nimsgern, 1979 Sony BMG
- Pergolesi: La Serva Padrona - Collegium Aureum/Maddalena Bonifaccio/Siegmund Nimsgern, 1969 BMG
- Schreker: Der Ferne Klang - Claudio Otelli/Thomas Moser/Gabrielle Schnaut/Siegmund Nimsgern/Julia Juon/Robert Worle/Gerd Albrecht/Rundfunk-Sinfonieorchester Berlin/Marcia Bellamy/Roland Hermann/Peter Haage/Gidon Saks/Gudrun Sieber/RIAS Chamber Chorus/Victor van Halem/Hans Helm/Berlin Radio Choir/Johannes Werner Prein/Barbara Hahn/Gertrud Ottenthal/Rolf Appel/Barbara Scherler, 1991 Capriccio
- Rossini, Mosè in Egitto - Scimone/Anderson/Raimondi, 1981 Decca
- Wagner, Lohengrin - Solti/Domingo/Norman/Sotin, 1986 Decca - Grammy Award for Best Opera Recording 1989
- Wagner, Parsifal - Karajan/Hofmann/Vejzovic/Moll, 1984 Deutsche Grammophon
- Wagner: Siegfried - Marek Janowski/Staatskapelle Dresden, 1982 Sony